# Sedum grammophyllum
Sedum grammophyllum är en fetbladsväxtart som beskrevs av Fröderstr.. Sedum grammophyllum ingår i Fetknoppssläktet som ingår i familjen fetbladsväxter. Inga underarter finns listade i Catalogue of Life.